# Tournoi de tennis d'Amelia Island
Le tournoi d'Amelia Island (Floride, États-Unis) est un tournoi de tennis féminin du circuit professionnel WTA.
Il est organisé en avril, sur terre battue verte et en extérieur. 
Disputée à partir de 1978, l'épreuve perd son principal sponsor (Bausch & Lomb Optical) à l'issue de l'édition 2008 et disparaît du calendrier en 2009 au bénéfice de l'Open de Ponte Vedra Beach.
Avec trois succès chacune, Chris Evert, Martina Navrátilová, Steffi Graf, Gabriela Sabatini et Lindsay Davenport détiennent le record de victoires en simple, la première les ayant enchaînées consécutivement entre 1981 et 1983.

## Palmarès

### Simple
| No | Date       | Nom et lieu du tournoi                         | Catégorie      | Dotation       | Surface        | Vainqueure          | Finaliste            | Score          |                |
| -- | ---------- | ---------------------------------------------- | -------------- | -------------- | -------------- | ------------------- | -------------------- | -------------- | -------------- |
| 1  | 29-03-1978 | First National WTA Championships, Stuart       | Colgate Series | 15 000 $       | Terre (ext.)   | Regina Maršíková    | Zenda Liess          | 1-6, 6-3, 6-3  | Tableau        |
|    | 1979       | Pas de tournoi                                 | Pas de tournoi | Pas de tournoi | Pas de tournoi | Pas de tournoi      | Pas de tournoi       | Pas de tournoi | Pas de tournoi |
| 2  | 14-04-1980 | Murjani WTA Championships, Amelia Island       |                | 100 000 $      | Terre (ext.)   | Martina Navrátilová | Hana Mandlíková      | 5-7, 6-3, 6-2  | Tableau        |
| 3  | 20-04-1981 | Murjani WTA Championships, Amelia Island       |                | 250 000 $      | Terre (ext.)   | Chris Evert         | Martina Navrátilová  | 6-0, 6-0       | Tableau        |
| 4  | 19-04-1982 | Murjani WTA Championships, Amelia Island       | Series 7       | 250 000 $      | Terre (ext.)   | Chris Evert         | Andrea Jaeger        | 6-3, 6-1       | Tableau        |
| 5  | 11-04-1983 | Lipton WTA Championships, Amelia Island        |                | 250 000 $      | Terre (ext.)   | Chris Evert         | Carling Bassett      | 6-3, 2-6, 7-5  | Tableau        |
| 6  | 16-04-1984 | WTA Championships, Amelia Island               | VS Tour C4     | 250 000 $      | Terre (ext.)   | Martina Navrátilová | Chris Evert          | 6-2, 6-0       | Tableau        |
| 7  | 15-04-1985 | Sunkist/WTA Championships, Amelia Island       |                | 250 000 $      | Terre (ext.)   | Zina Garrison       | Chris Evert          | 6-4, 6-3       | Tableau        |
| 8  | 14-04-1986 | Sunkist/WTA Championships, Amelia Island       |                | 275 000 $      | Terre (ext.)   | Steffi Graf         | Claudia Kohde-Kilsch | 6-4, 5-7, 7-6  | Tableau        |
| 9  | 13-04-1987 | Bausch & Lomb/WTA Championships, Amelia Island |                | 300 000 $      | Terre (ext.)   | Steffi Graf         | Hana Mandlíková      | 6-3, 6-4       | Tableau        |
| 10 | 11-04-1988 | Bausch & Lomb Championships, Amelia Island     | Tier II        | 300 000 $      | Terre (ext.)   | Martina Navrátilová | Gabriela Sabatini    | 6-0, 6-2       | Tableau        |
| 11 | 10-04-1989 | Bausch & Lomb Championships, Amelia Island     | Tier II        | 300 000 $      | Terre (ext.)   | Gabriela Sabatini   | Steffi Graf          | 3-6, 6-3, 7-5  | Tableau        |
| 12 | 09-04-1990 | Bausch & Lomb Championships, Amelia Island     | Tier II        | 350 000 $      | Terre (ext.)   | Steffi Graf         | Arantxa Sánchez      | 6-1, 6-0       | Tableau        |
| 13 | 08-04-1991 | Bausch & Lomb Championships, Amelia Island     | Tier II        | 350 000 $      | Terre (ext.)   | Gabriela Sabatini   | Steffi Graf          | 7-5, 7-6       | Tableau        |
| 14 | 06-04-1992 | Bausch & Lomb Championships, Amelia Island     | Tier II        | 350 000 $      | Terre (ext.)   | Gabriela Sabatini   | Steffi Graf          | 6-2, 1-6, 6-3  | Tableau        |
| 15 | 05-04-1993 | Bausch & Lomb Championships, Amelia Island     | Tier II        | 375 000 $      | Terre (ext.)   | Arantxa Sánchez     | Gabriela Sabatini    | 6-2, 5-7, 6-2  | Tableau        |
| 16 | 04-04-1994 | Bausch & Lomb Championships, Amelia Island     | Tier II        | 400 000 $      | Terre (ext.)   | Arantxa Sánchez     | Gabriela Sabatini    | 6-1, 6-4       | Tableau        |
| 17 | 03-04-1995 | Bausch & Lomb Championships, Amelia Island     | Tier II        | 430 000 $      | Terre (ext.)   | Conchita Martínez   | Gabriela Sabatini    | 6-1, 6-4       | Tableau        |
| 18 | 08-04-1996 | Bausch & Lomb Championships, Amelia Island     | Tier II        | 450 000 $      | Terre (ext.)   | Irina Spîrlea       | Mary Pierce          | 6-7, 6-4, 6-3  | Tableau        |
| 19 | 07-04-1997 | Bausch & Lomb Championships, Amelia Island     | Tier II        | 450 000 $      | Terre (ext.)   | Lindsay Davenport   | Mary Pierce          | 6-2, 6-3       | Tableau        |
| 20 | 06-04-1998 | Bausch & Lomb Championships, Amelia Island     | Tier II        | 450 000 $      | Terre (ext.)   | Mary Pierce         | Conchita Martínez    | 6-7, 6-0, 6-2  | Tableau        |
| 21 | 05-04-1999 | Bausch & Lomb Championships, Amelia Island     | Tier II        | 520 000 $      | Terre (ext.)   | Monica Seles        | Ruxandra Dragomir    | 6-2, 6-3       | Tableau        |
| 22 | 10-04-2000 | Bausch & Lomb Championships, Amelia Island     | Tier II        | 535 000 $      | Terre (ext.)   | Monica Seles        | Conchita Martínez    | 6-3, 6-2       | Tableau        |
| 23 | 09-04-2001 | Bausch & Lomb Championships, Amelia Island     | Tier II        | 565 000 $      | Terre (ext.)   | Amélie Mauresmo     | Amanda Coetzer       | 6-4, 7-5       | Tableau        |
| 24 | 08-04-2002 | Bausch & Lomb Championships, Amelia Island     | Tier II        | 585 000 $      | Terre (ext.)   | Venus Williams      | Justine Henin        | 2-6, 7-5, 7-65 | Tableau        |
| 25 | 14-04-2003 | Bausch & Lomb Championships, Amelia Island     | Tier II        | 585 000 $      | Terre (ext.)   | Elena Dementieva    | Lindsay Davenport    | 4-6, 7-5, 6-3  | Tableau        |
| 26 | 05-04-2004 | Bausch & Lomb Championships, Amelia Island     | Tier II        | 585 000 $      | Terre (ext.)   | Lindsay Davenport   | Amélie Mauresmo      | 6-4, 6-4       | Tableau        |
| 27 | 04-04-2005 | Bausch & Lomb Championships, Amelia Island     | Tier II        | 585 000 $      | Terre (ext.)   | Lindsay Davenport   | Silvia Farina        | 7-5, 7-5       | Tableau        |
| 28 | 03-04-2006 | Bausch & Lomb Championships, Amelia Island     | Tier II        | 600 000 $      | Terre (ext.)   | Nadia Petrova       | Francesca Schiavone  | 6-4, 6-4       | Tableau        |
| 29 | 02-04-2007 | Bausch & Lomb Championships, Amelia Island     | Tier II        | 600 000 $      | Terre (ext.)   | Tatiana Golovin     | Nadia Petrova        | 6-2, 6-1       | Tableau        |
| 30 | 07-04-2008 | Bausch & Lomb Championships, Amelia Island     | Tier II        | 600 000 $      | Terre (ext.)   | Maria Sharapova     | Dominika Cibulková   | 7-67, 6-3      | Tableau        |

### Double
| No | Date       | Nom et lieu du tournoi                        | Catégorie      | Dotation       | Surface        | Vainqueures                         | Finalistes                           | Score          |                |
| -- | ---------- | --------------------------------------------- | -------------- | -------------- | -------------- | ----------------------------------- | ------------------------------------ | -------------- | -------------- |
| 1  | 29-03-1978 | First National WTA Championships Stuart       | Colgate Series | 15 000 $       | Terre (ext.)   | Mona Guerrant Helen Cawley          | Renée Richards Zenda Liess           | 6-1, 6-3       | Tableau        |
|    | 1979       | Pas de tournoi                                | Pas de tournoi | Pas de tournoi | Pas de tournoi | Pas de tournoi                      | Pas de tournoi                       | Pas de tournoi | Pas de tournoi |
| 2  | 14-04-1980 | Murjani WTA Championships Amelia Island       |                | 100 000 $      | Terre (ext.)   | Rosie Casals Ilana Kloss            | Kathy Jordan Pam Shriver             | 7-6, 7-6       | Tableau        |
| 3  | 20-04-1981 | Murjani WTA Championships Amelia Island       |                | 250 000 $      | Terre (ext.)   | Kathy Jordan Paula Smith            | Joanne Russell Virginia Ruzici       | 6-3, 5-7, 7-6  | Tableau        |
| 4  | 19-04-1982 | Murjani WTA Championships Amelia Island       | Series 7       | 250 000 $      | Terre (ext.)   | Leslie Allen Mima Jaušovec          | Barbara Potter Sharon Walsh          | 6-1, 7-5       | Tableau        |
| 5  | 11-04-1983 | Lipton WTA Championships Amelia Island        |                | 250 000 $      | Terre (ext.)   | Rosalyn Fairbank Candy Reynolds     | Hana Mandlíková Virginia Ruzici      | 6-4, 6-2       | Tableau        |
| 6  | 16-04-1984 | WTA Championships Amelia Island               | VS Tour C4     | 250 000 $      | Terre (ext.)   | Kathy Jordan Anne Smith             | Anne Hobbs Mima Jaušovec             | 6-4, 3-6, 6-4  | Tableau        |
| 7  | 15-04-1985 | Sunkist/WTA Championships Amelia Island       |                | 250 000 $      | Terre (ext.)   | Rosalyn Fairbank Hana Mandlíková    | Carling Bassett Chris Evert          | 6-1, 2-6, 6-2  | Tableau        |
| 8  | 14-04-1986 | Sunkist/WTA Championships Amelia Island       |                | 275 000 $      | Terre (ext.)   | Claudia Kohde-Kilsch Helena Suková  | Gabriela Sabatini Catherine Tanvier  | 6-2, 5-7, 7-6  | Tableau        |
| 9  | 13-04-1987 | Bausch & Lomb/WTA Championships Amelia Island |                | 300 000 $      | Terre (ext.)   | Steffi Graf Gabriela Sabatini       | Hana Mandlíková Wendy Turnbull       | 3-6, 6-3, 7-5  | Tableau        |
| 10 | 11-04-1988 | Bausch & Lomb Championships Amelia Island     | Tier II        | 300 000 $      | Terre (ext.)   | Zina Garrison Eva Pfaff             | Katrina Adams Penny Barg             | 4-6, 6-2, 7-6  | Tableau        |
| 11 | 10-04-1989 | Bausch & Lomb Championships Amelia Island     | Tier II        | 300 000 $      | Terre (ext.)   | Larisa Savchenko Natasha Zvereva    | Martina Navrátilová Pam Shriver      | 7-6, 2-6, 6-1  | Tableau        |
| 12 | 09-04-1990 | Bausch & Lomb Championships Amelia Island     | Tier II        | 350 000 $      | Terre (ext.)   | Mercedes Paz Arantxa Sánchez        | Regina Kordová Andrea Temesvári      | 7-6, 6-4       | Tableau        |
| 13 | 08-04-1991 | Bausch & Lomb Championships Amelia Island     | Tier II        | 350 000 $      | Terre (ext.)   | Arantxa Sánchez Helena Suková       | Mercedes Paz Natasha Zvereva         | 4-6, 6-2, 6-2  | Tableau        |
| 14 | 06-04-1992 | Bausch & Lomb Championships Amelia Island     | Tier II        | 350 000 $      | Terre (ext.)   | Arantxa Sánchez Natasha Zvereva     | Zina Garrison Jana Novotná           | 6-1, 6-0       | Tableau        |
| 15 | 05-04-1993 | Bausch & Lomb Championships Amelia Island     | Tier II        | 375 000 $      | Terre (ext.)   | Manuela Maleeva Leila Meskhi        | Amanda Coetzer Inés Gorrochategui    | 3-6, 6-3, 6-4  | Tableau        |
| 16 | 04-04-1994 | Bausch & Lomb Championships Amelia Island     | Tier II        | 400 000 $      | Terre (ext.)   | Arantxa Sánchez Larisa Neiland      | Amanda Coetzer Inés Gorrochategui    | 6-2, 6-7, 6-4  | Tableau        |
| 17 | 03-04-1995 | Bausch & Lomb Championships Amelia Island     | Tier II        | 430 000 $      | Terre (ext.)   | Amanda Coetzer Inés Gorrochategui   | Nicole Arendt Manon Bollegraf        | 6-2, 3-6, 6-2  | Tableau        |
| 18 | 08-04-1996 | Bausch & Lomb Championships Amelia Island     | Tier II        | 450 000 $      | Terre (ext.)   | Chanda Rubin Arantxa Sánchez        | Meredith McGrath Larisa Neiland      | 6-1, 6-1       | Tableau        |
| 19 | 07-04-1997 | Bausch & Lomb Championships Amelia Island     | Tier II        | 450 000 $      | Terre (ext.)   | Lindsay Davenport Jana Novotná      | Nicole Arendt Manon Bollegraf        | 6-3, 6-0       | Tableau        |
| 20 | 06-04-1998 | Bausch & Lomb Championships Amelia Island     | Tier II        | 450 000 $      | Terre (ext.)   | Sandra Cacic Mary Pierce            | Barbara Schett Patty Schnyder        | 7-6, 4-6, 7-6  | Tableau        |
| 21 | 05-04-1999 | Bausch & Lomb Championships Amelia Island     | Tier II        | 520 000 $      | Terre (ext.)   | Conchita Martínez Patricia Tarabini | Lisa Raymond Rennae Stubbs           | 7-5, 0-6, 6-4  | Tableau        |
| 22 | 10-04-2000 | Bausch & Lomb Championships Amelia Island     | Tier II        | 535 000 $      | Terre (ext.)   | NC                                  | NC                                   | Annulé         | Tableau        |
| 23 | 09-04-2001 | Bausch & Lomb Championships Amelia Island     | Tier II        | 565 000 $      | Terre (ext.)   | Conchita Martínez Patricia Tarabini | Martina Navrátilová Arantxa Sánchez  | 6-4, 6-2       | Tableau        |
| 24 | 08-04-2002 | Bausch & Lomb Championships Amelia Island     | Tier II        | 585 000 $      | Terre (ext.)   | Daniela Hantuchová Arantxa Sánchez  | María Emilia Salerni Åsa Svensson    | 6-4, 6-2       | Tableau        |
| 25 | 14-04-2003 | Bausch & Lomb Championships Amelia Island     | Tier II        | 585 000 $      | Terre (ext.)   | Lindsay Davenport Lisa Raymond      | Virginia Ruano Pascual Paola Suárez  | 7-5, 6-2       | Tableau        |
| 26 | 05-04-2004 | Bausch & Lomb Championships Amelia Island     | Tier II        | 585 000 $      | Terre (ext.)   | Nadia Petrova Meghann Shaughnessy   | Myriam Casanova Alicia Molik         | 3-6, 6-2, 7-5  | Tableau        |
| 27 | 04-04-2005 | Bausch & Lomb Championships Amelia Island     | Tier II        | 585 000 $      | Terre (ext.)   | Bryanne Stewart Samantha Stosur     | Květa Peschke Patty Schnyder         | 6-4, 6-2       | Tableau        |
| 28 | 03-04-2006 | Bausch & Lomb Championships Amelia Island     | Tier II        | 600 000 $      | Terre (ext.)   | Shinobu Asagoe Katarina Srebotnik   | Liezel Huber Sania Mirza             | 6-2, 6-4       | Tableau        |
| 29 | 02-04-2007 | Bausch & Lomb Championships Amelia Island     | Tier II        | 600 000 $      | Terre (ext.)   | Mara Santangelo Katarina Srebotnik  | Anabel Medina Virginia Ruano Pascual | 6-3, 7-64      | Tableau        |
| 30 | 07-04-2008 | Bausch & Lomb Championships Amelia Island     | Tier II        | 600 000 $      | Terre (ext.)   | Bethanie Mattek Vladimíra Uhlířová  | Victoria Azarenka Elena Vesnina      | 6-3, 6-1       | Tableau        |